# Милан Бјелица
Милан Бјелица (Меча, 17. септембар 1956) је пензионисани генерал-мајор Војске Србије и бивши заменик начелника Генералштаба Војске Србије.

### Образовање
- Школа националне одбране, 2001. године
- Командно-штабна академија, 1995. године
- Војна академија КоВ, 1979. године
- Војна гимназија, 1975. године

### Претходне дужности
- Начелник Кабинета министра одбране
- Начелник одељења у Оперативној управи ГШ
- Начелник одељења у Сектору за оперативно-штабне послове ГШ
- Начелник одсека у Сектору за оперативно-штабне послове ГШ
- Самостални референт за организацијско-формацијски развој рода пешадије
- Командант батаљона
- Наставник у катедри тактике
- Командир чете
- Командир вода

### Напредовање
- Генерал-мајор, 2011. године
- Бригадни генерал, 2008. године
- Пуковник, 1999. године
- Потпуковник, 1995. године
- Мајор, 1991. године
- Капетан прве класе, 1987. године
- Капетан, 1983. године
- Поручник, 1980. године
- Потпоручник, 1979. године

### Одликовања
- Орден за храброст
- Орден за заслуге у области одбране и безбедности првог степена
- Орден за војне заслуге са сребрним мачевима
- Војна спомен-медаља за изузетне резултате у војној служби
- Медаља за војне заслуге

### Приватно
Ожењен, кћерке Маја и Марија.